# Michel Gurfi
Michel Gurfi, właściwie Michel Leandro Gurfinkiel Korngold (ur. 3 grudnia 1982 roku w Buenos Aires) – argentyński aktor. Znany z roli, ucznia szkoły Elite Way School, Joaquína Mascaró w serialu młodzieżowym Zbuntowani.

## Filmografia
- 2008: Los Serrano jako Gael
- 2008: Física o química jako Jonathan
- 2007: Tiempo final jako Gonzalo
- 2006: Amores cruzados jako Alejandro
- 2005: Top Models jako Marco Sanz
- 2004–2006: Zbuntowani (Rebelde) jako Joaquín Mascaró